# Efes Vitanta Moldova Brewery
Efes Vitanta Moldova Brewery (EVMB) — молдавская пивоваренная компания, крупнейший производитель пива в стране, который контролирует свыше 70 % национального пивного рынка. Расположена в столице страны Кишинёве.

## История
История предприятия ведется с первого на территории Молдавии пивоваренного производства, открытого в Кишиневе в 1873 году.
В советский период пивзавод был известен как Кишиневская пивная фабрика («Фабрика де бере дин Кишинэу»). Позже в городе было построено современное пивоваренное предприятие, Кишиневская пивная фабрика № 2, а в 1974 году оба производства были объединены в одно предприятие.
В 1995 году состоялась приватизация предприятия с созданием акционерного общества «Vitanta-Intravest». А в январе 2003 года контрольный пакет акций общества приобрела турецкая пивоваренная корпорация Efes Beverage Group, которая в то время уже владела производственными активами на российском пивном рынке и входила в перечень ведущих европейских производителей пива. Со сменой собственника компания сменила название на «Efes Vitanta Moldova Brewery», а в 2004 году получила сертификат соответствия менеджмента качества требованиям стандарта ISO 9001.

## Ассортимент продукции

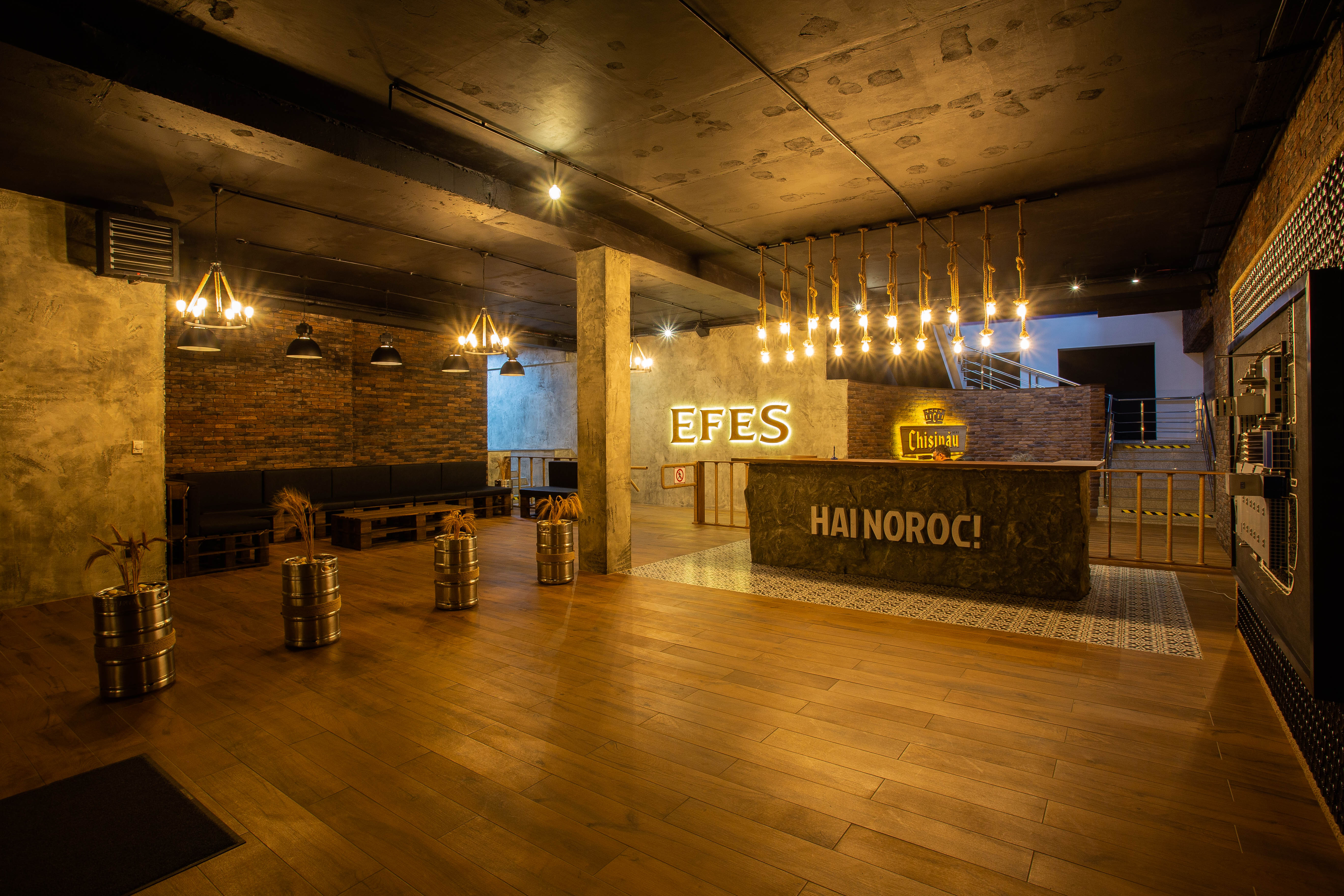

### Производство
- Chişinău Blondă — классическое светлое пиво. Крепость: 4,5 %, плотность 11 %.
- Chişinău Specială Tare — крепкое пиво. Крепость: 7,0 %, плотность 16 %.
- Chişinău fără alcool
- Timișoreana
- Radler Natural и Zero
- Chisinau Ultra
- Efes Pilsener
- Efes N/A
- Jiguleovskoe Bocikovoe
- OeTTinger
- Kozel Pale
- Kozel Dark
- Bely Medvedi Svetloe

Предприятие также выпускает безалкогольные напиток квас Kvassica, сидр Goldleaf и слабоалкогольные напитки Festival.

### Импорт и дальнейшая дистрибуция
Предприятие импортирует и обеспечивает продажу на рынке Молдавии пиво международных торговых марок :  Grolsch , Bavaria, Franziskaner, Hoegaarden, Leffe, Corona Extra и Stary Melnik iz Bocionka.